# 예체로
예체로(Yeche-ro)는 충청북도 청주시 서원구 성화개신죽림동 모충고개삼거리 와 청원구 봉명2송정동 예술의전당삼거리 를 잇는 충청북도 청주시의 도로이다. 

## 주요 경유지
충청북도
- 청주시 서원구 (성화개신죽림동) - 청원구 (봉명2송정동)

## 노선
| 이름             | 접속 노선                 | 소재지 | 소재지 | 소재지         | 비고 |
| ---------------- | ------------------------- | ------ | ------ | -------------- | ---- |
| 모충고개삼거리   | 지방도 제512호선 (모충로) | 청주시 | 서원구 | 성화개신죽림동 |      |
| (오거리)         | 창직로                    | 청주시 | 서원구 | 성화개신죽림동 |      |
| 시계탑오거리     | 사직대로                  | 청주시 | 서원구 | 성화개신죽림동 |      |
| (삼거리)         | 봉명로                    | 청주시 | 서원구 | 성화개신죽림동 |      |
| 예술의전당삼거리 | 직지대로                  | 청주시 | 청원구 | 봉명2송정동    |      |

## 주요 건물 및 시설
- 빽다방 청주사직푸르지오점 (충청북도 청주시 서원구 사직동 예체로 55)
- 파리바게뜨 사직캐슬점 (충청북도 청주시 서원구 사직동 예체로 55)
- BHC치킨 청주사직점 (충청북도 청주시 서원구 사직동 예체로 86)
- 농협 청주축산농협 시계탑지점 (충청북도 청주시 서원구 사창동 예체로 91)
- 원불교 서청주교당 (충청북도 청주시 서원구 사창동 예체로 109)
- KT 서청주지사 (충청북도 청주시 서원구 사직동 예체로 112)
- KT플라자 (충청북도 청주시 서원구 사직동 예체로 112)
- KT사직빌딩 (충청북도 청주시 서원구 사직동 예체로 112)